# Análisis computable
El análisis computable es una rama interdisciplinaria de las matemáticas y las ciencias de la computación que estudia los fundamentos algorítmicos del análisis matemático. Su objetivo principal es determinar qué objetos y operaciones en análisis real y funcional pueden ser definidos o aproximados mediante procedimientos computacionales efectivos.

## Historia
El campo se desarrolló formalmente en el siglo XX, con contribuciones clave de Alan Turing, quien estableció las bases de la computabilidad mediante su modelo de Máquina de Turing. En la década de 1980, autores como Marian Pour-El y J. Ian Richards demostraron resultados fundamentales, como la existencia de funciones diferenciables no computables. La formalización moderna utiliza Máquinas de Turing tipo 2, diseñadas para procesar secuencias infinitas de símbolos.

## Conceptos clave

### Representación de números reales
A diferencia de las representaciones decimales estándar, el análisis computable emplea sistemas como los dígitos con signo (propuestos por Luitzen Brouwer), donde un número se expresa en base 2 usando -1, 0 y 1. Esto evita problemas como el "dilema del tabulador" en operaciones de redondeo.

### Funciones computables
Una función real se considera computable si existe un algoritmo que, dada una aproximación racional de la entrada, produce una aproximación racional de la salida con precisión arbitraria. Notablemente, la integral de Riemann es computable, mientras que la diferenciación en funciones reales no lo es en general.

### Topología y computabilidad
Existe una analogía profunda entre conceptos topológicos y computacionales:
- Los conjuntos semidecidibles corresponden a abiertos topológicos.
- La compacidad computable generaliza el teorema de Heine-Borel.

## Diferencias con enfoques relacionados
A diferencia del análisis constructivo de Bishop, el análisis computable no restringe los objetos de estudio a entidades constructivas, sino que examina la computabilidad dentro del análisis clásico. Tampoco debe confundirse con el análisis numérico, que se centra en algoritmos de aproximación práctica sin garantías de computabilidad teórica.

## Aplicaciones y resultados notables
- Operadores lineales: Pour-El y Richards demostraron que los valores propios de operadores autoadjuntos computables son individualmente computables, aunque su secuencia puede no serlo.
- Ecuaciones diferenciales: Las soluciones de la ecuación de onda pueden ser no computables incluso con condiciones iniciales computables, fenómeno que no ocurre en la ecuación del calor.
- Física computable: Estudia la viabilidad de simular sistemas físicos mediante algoritmos, con implicaciones en mecánica cuántica y relatividad.

## Investigación actual
Áreas activas incluyen la extensión de resultados a espacios de Banach abstractos y el estudio de jerarquías de incomputabilidad mediante la jerarquía de Weihrauch. Problemas abiertos destacados incluyen la caracterización completa de operadores integrales computables en dimensiones superiores.